# Lèmur mostela dels Ahmanson
El lèmur mostela dels Ahmanson (Lepilemur ahmansonorum) és un lèmur mostela endèmic de Madagascar. És un lèmur mostela relativament petit amb una llargada total de 47-54 cm, dels quals 23-25 cm pertanyen a la cua. Viu en boscos secs de l'oest de l'illa.
Originalment tenia el nom científic L. ahmansoni, però el 2009 es descobrí que el nom era erroni i fou canviat a L. ahmansonorum in 2009.